# Frontenac (Lot)
Frontenac ist eine französische Gemeinde mit 70 Einwohnern (Stand 1. Januar 2022) im Département Lot in der Region Okzitanien. Sie gehört zum Kanton Causse et Vallées und zum Arrondissement Figeac.
Nachbargemeinden sind Faycelles im Norden, Causse-et-Diège im Osten, Balaguier-d'Olt im Süden und Saint-Pierre-Toirac im Westen.

## Bevölkerungsentwicklung
| Jahr      | 1962 | 1968 | 1975 | 1982 | 1990 | 1999 | 2008 | 2018 |
| --------- | ---- | ---- | ---- | ---- | ---- | ---- | ---- | ---- |
| Einwohner | 94   | 82   | 82   | 86   | 68   | 71   | 76   | 71   |